# Kevin Sullivan
Pour les articles homonymes, voir Kevin Sullivan (homonymie) et Sullivan.
Kevin Sullivan, né le 26 octobre 1948 à Cambridge (Massachusetts) et mort le 9 août 2024 à Concord (Massachusetts),,,, est un catcheur américain.

## Carrière
Il est surtout connu pour ses rivalités avec le « American Dream » Dusty Rhodes et Mike Graham à la National Wrestling Alliance dans sa branche de la Championship Wrestling from Florida, et contre Hulk Hogan et les Four Horsemen à la World Championship Wrestling.

### Championship Wrestling From Florida (1972-1987)
Sullivan commençait le catch en octobre 1970 en Géorgie. Depuis 1972 il était un face et faisait équipe avec Mike Graham à la Championship Wrestling from Florida.
En 1976, il catchait brièvement à la World Wrestling Federation.
En 1981, il se retournait contre Graham et démarrait une feud. Pour les quelques années suivantes, il était le meneur d'un groupe qui vénérait « dieu », connu sous le nom de « Nabudadeen ». C'était une gimmick de heel qu'il avait à la Championship Wrestling From Florida et à la Southwest Championship Wrestling.
Il avait un clan de catcheurs et managers pour l'aider. Le Fallen Angel était sa partenaire à l'air de femme fatale. Fallen Angel devenait plus tard Woman. L'un de ses assistants étaient « Maniac » Mark Lewin (AKA The Purple Haze), « Maniac » Mike Davis, Jake Roberts, Superstar Billy Graham, Buzz Sawyer (qu'il amenait sur le ring avec une chaîne), Maha Singh, Karma, Winona Littleheart et Luna Vachon. Oliver Humperdink les dirigeaient. Ils rivalisaient avec Dusty Rhodes, Bugsy McGraw, Blackjack Mulligan, Barry Windham et Mike Graham.
Le clan se sépare en 1986, et il rivalise alors avec Bad News Allen et Mike Rotunda. Sullivan passait la période de septembre à décembre 1986 à rivaliser avec Brad et Steve Armstrong à la section NWA de l'Alabama, la Southeastern Championship Wrestling.
Il est de retour en Floride en 1987 et rivalisait avec Lex Luger et Scott Hall. Après un bref retour en face lorsqu'il rivalisait avec Dory Funk Jr. et Sir Oliver Humperdink, il quittait la Floride pour le circuit principal de la NWA en décembre 1987.

### Jim Crockett Promotions(1987-1992)
Sullivan formait le Varsity Club à son arrivée à la NWA avec Mike Rotunda et Rick Steiner. Ils commençaient immédiatement à rivaliser avec Jimmy Garvin parce que Sullivan voulait sa femme Precious pour lui-même.
Steiner quittait l'équipe et était remplacé par « Dr. Death » Steve Williams et Dan Spivey. Ils rivalisaient avec Dusty Rhodes, les Road Warriors, Rick Steiner et « Hot Stuff » Eddie Gilbert. Sullivan attaque même la femme de Gilbert, Missy Hyatt. En 1989, le Varsity Club est dissout, et Sullivan forme le Slaughterhouse avec Cactus Jack et Buzz Sawyer pour rivaliser avec Rotunda.
Sullivan fait une pause en 1990 et revient au début de l'année 1991 comme le manager de One Man Gang, Black Blood, et Angel of Death. Ils coupaient les cheveux de El Gigante's et avaient une rivalité brève. Sullivan est aussi brièvement le masqué Merlin the Wizard pour s'occuper de Oz.

### Smoky Mountain Wrestling(1992)
En 1992, Sullivan s'en allait à la Smoky Mountain Wrestling et se réunissait avec Fallen Angel, maintenant appelé Devil Angel. Il rivalisait avec Brian Lee et manageait Nightstalker.

### Extreme Championship Wrestling(1993-1994)
Il part à la Extreme Championship Wrestling début 1993 et faisait équipe avec Tasmaniac et Devil Angel, maintenant appelé Woman. Ils remportaient les titres par équipe et rivalisaient avec Public Enemy (Johnny Grunge et Rocco Rock). Sullivan avait aussi une feud sanglante avec Abdullah The Butcher. Sullivan faisait le saut à la World Championship Wrestling au printemps 1994.

### World Championship Wrestling(1994-2001)
Il forme une équipe avec son « frère » Dave Sullivan, un personnage dyslexique. Il se servait de l'aide de Cactus Jack pour battre les Nasty Boys pour les titres par équipe. Dave était blessé et Sullivan se séparait avec Cactus après avoir perdu les titres, il battait Cactus dans un Loser Leaves WCW Match à Fall Brawl le 18 septembre 1994.
Dave revenait habillé comme son idole, Hulk Hogan. Ceci rendait furieux Sullivan, qui détestait Hogan, provoquant ainsi une feud entre les deux. Sullivan amène le meilleur ami d'Hogan, Ed Leslie sous le nom de The Butcher pour rivaliser avec lui. Il rammenait aussi Avalanche et faisait appel au trio 3 Faces of Fear. Ils rivalisaient avec Hogan, Randy Savage et Sting.
Début 1995, après ne pas avoir été capable de mettre fin à la carrière d'Hogan, Avalanche quittait le clan et Sullivan se retournait contre Butcher. Sullivan commence à créer rapidement un nouveau groupe avec l'aide de son mentor, The Master. Ils font appel au Dungeon of Doom, lequel inclut Kamala, The Barbarian, Meng, le manager Jimmy Hart, Shark (anciennement Avalanche), Zodiac (anciennement Butcher et Brutus Beefcake), Yeti, Hugh Morrus, One Man Gang et pour peu de temps, Vader et Big Bubba Rogers.
Managés par la nouvelle gimmick de Sullivan, The Taskmaster, quatre membres des Dungeon of Doom perdaient contre les Hulkamaniacs dans un WarGames match à Fall Brawl en septembre. Résultat de la victoire d'Hogan sur Zodiac, il devait passer cinq minutes tout seul avec The Taskmaster. Le Dungeon rivalisait ensuite avec les Four Horsemen, et Sullivan commençait à avoir un certain dégoût pour Brian Pillman.
Le Dungeon et les Horsemen finissaient par joindre leurs forces pour s'en prendre à Hulk Hogan et ses amis. Ils ramenaient ainsi à l'aide The Giant, Maxx Muscle et Big Bubba Rogers. Ils formaient même la Alliance To End Hulkamania mais avec les Horsemen ça finissait par être un échec. Quand ils ne pouvaient pas réaliser le boulot, Sullivan et Chris Benoit des Horsemen se titillaient quand Pillman s'en allait, lançant une feud. C'était une rivalité brutale qui durait près d'un an, avec Benoit "volant" Woman de Sullivan. Sullivan rammenait Jacquelyn pour l'aider et rajoutait aussi Konnan au Dungeon.
Sullivan perdait un match de retraite contre Benoit à Bash at the Beach le 13 juillet 1997. Il était déjà scripteur, il se donnait ainsi plus de temps pour son travail. Sullivan restait comme un membre de la direction de la WCW mais faisait aussi de brèves apparitions à l'écran lors par exemple de la réunification du Varsity Club de Rotunda et Rick Steiner avec leur pom-pom girl, Leia Meow.
Sullivan est fortement mis en cause pour les départs en 2000 de Chris Benoit, Dean Malenko, Eddie Guerrero et Perry Saturn de la WCW. Après les départs de Eric Bischoff et Vince Russo, le chaos total menait Sullivan à reprendre le flambeau. Ce changement rendait furieux la plupart des catcheurs de la WCW, à la suite des précédentes rivalités de Sullivan (notamment avec Benoit) et mauvaises décisions. Sullivan prévoyait la victoire de Benoit pour le titre WCW à Souled Out 2000 dans une attente désespérée mais Benoit, Malenko, Guerrero et Saturn s'en allaient la nuit suivante, signants immédiatement avec la WWF. Sullivan était viré avant la vente de la WCW en 2001.
Sullivan fait toujours quelques apparitions sur le circuit indépendant, surtout en Floride. Il détient un club de gym en Floride appelé Froggy's Fitness.

### Florida Underground Wrestling
Lors du FUW du 30 juin, il bat Kevin Sierra.

## Vie personnelle
En 1985, Sullivan se marie à Nancy Daus (née Toffoloni), sa manager. Dans les années 1990, Sullivan, alors le booker de la World Championship Wrestling, scripte une storyline dans laquelle Daus le quitte en faveur de son rival à l'écran, Chris Benoit. Pendant l'exécution de cette storyline, Daus quitte pour de vrai Sullivan en faveur de Benoit, divorçant de Sullivan en 1997 et épousant Benoit en 2000.
Entre le 22 juin et 25 juin 2007, Benoit tue Daus et leur fils Daniel, avant de commettre un suicide. Après l'incident, Sullivan exprime son choc après ses actions : « Je suis troublé... j'ai beaucoup catché avec lui. Je pensais qu'il était un grand performeur... c'est choquant, juste choquant ».
En mai 2024, Sullivan a été impliqué dans un « accident dévastateur » qui a eu un impact majeur sur sa santé. Il a subi une intervention chirurgicale et a subi de multiples complications, et l’accident aurait affecté sa capacité à fonctionner de manière indépendante. Le 15 juillet, Sullivan a affirmé qu’il était en train de se rétablir. Sullivan est décédé des complications d’un caillot sanguin à Concord, dans le Massachusetts, le 9 août 2024.

## Palmarès
- Central States Wrestling
  - NWA World Tag Team Championship (Central States version) (1 fois) - avec Ken Lucas

- Championship Wrestling from Florida
  - NWA Florida Heavyweight Championship (1 fois)
  - NWA Florida Southern Heavyweight Championship (4 fois)
  - NWA Florida Tag Team Championship (2 fois) avec Mike Graham

- Continental Wrestling Association
  - AWA Southern Tag Team Championship (1 fois) avec Len Rossi

- Extreme Championship Wrestling
  - ECW World Tag Team Championship (2 fois) avec Tasmaniac

- Georgia Championship Wrestling
  - NWA Georgia Tag Team Championship (1 fois) avec Tony Atlas
  - NWA Georgia Television Championship (2 fois)

- NWA Mid-America
  - NWA World Tag Team Championship (Mid-America version) (2 fois) avec Robert Fuller (1) et Mike Graham (1)

- Mid-Atlantic Championship Wrestling
  - NWA United States Tag Team Championship (1 fois) avec "Dr Death" Steve Williams

- Pro Wrestling Illustrated
  - PWI Most Improved Wrestler of the Year en 1981[5]
  - PWI l'a classé numéro 106 des 500 meilleurs catcheurs durant le "PWI Years" de 2003[6]

- Southeastern Championship Wrestling
  - NWA Southeast Continental Heavyweight Championship (2 fois)
  - NWA Southeast Tag Team Championship (2 fois) avec Ken Lucas
  - NWA Southeast United States Junior Heavyweight Championship (2 fois)

- Southern Championship Wrestling
  - NWA Southern Heavyweight Championship (Tennessee version) (1 fois)

- Southwest Championship Wrestling
  - SWCW Southwest Heavyweight Championship (1 fois)

- World Championship Wrestling
  - WCW World Tag Team Championship (1 fois) avec Cactus Jack[7]

- Autres titres
  - AWC Heavyweight Championship (1 fois)
  - Can-Am Heavyweight Championship (1 fois)
  - IWF Heavyweight Championship (1 fois)
  - CWA Heavyweight Championship (1 fois)
  - MWA Heavyweight Championship (1 fois)
  - PPW Heavyweight Championship (1 fois)
  - UCW Heavyweight Championship (1 fois)